# Beast (truyện tranh)
Beast (Henry Philip "Hank" McCoy) là siêu anh hùng hư cấu xuất hiện trong truyện tranh Mỹ, do Marvel Comics xuất bản và là thành viên sáng lập của X-Men. Ban đầu được gọi là "Quái thú", nhân vật được giới thiệu là một dị nhân sở hữu sức mạnh và sự nhanh nhẹn siêu phàm giống vượn, tay và chân quá khổ, trí tuệ thiên tài, ngoại hình và lời nói bình thường. Sau cùng được gọi đơn giản là "Quái thú", Hank McCoy đã trải qua các biến đổi sinh lý vượt bật, đạt được các đặc điểm vật lý của động vật vĩnh viễn. Bao gồm lông màu xanh, đặc điểm khuôn mặt giống với loài linh trưởng và mèo, tai nhọn, nanh và móng vuốt. Sức mạnh và giác quan của Beast tăng lên cấp độ lớn hơn.
Mặc dù có vẻ ngoài không được thân thiện, nhưng nhân vật được miêu tả là một người đàn ông thông minh, có học thức về nghệ thuật và khoa học, được biết đến với khiếu hài hước dí dỏm. Đặc biệt, nhân vật sử dụng những câu nói dồn dập với những từ ngữ dài và những gọi ý trí tuệ để đánh lạc hướng kẻ thù. Ông là người có thẩm quyền trên thế giới về hóa sinh và di truyền học, bác sĩ y khoa X-Men, giảng viên khoa học và toán học tại Viện Xavier (trụ sở và trường học dành cho các dị nhân trẻ tuổi). Ông cũng là một nhà hoạt động chính trị đột biến, vận động chống lại sự cố chấp, phân biệt đối xử của xã hội chống lại dị nhân. Trong khi chiến đấu với bản năng tốt nhất và nỗi sợ bị từ chối của xã hội, Beast luôn dành những món quà về thể chất lẫn tinh thần của mình để tạo ra một thế giới tốt hơn cho con người và người đột biến.

Kelsey Grammer vào vai Beast, trong phim X-Men: The Last Stand.

Nicholas Hoult vào vai Beast, trong phim X-Men: Days of Future Past.

Một trong những người sáng lập của X-Men, Beast thường xuyên xuất hiện trong truyện tranh liên quan đến X-Men kể từ khi ra mắt. Ông cũng là thành viên của Avengers and Defenders. Nhân vật này cũng đã xuất hiện trong các tác phẩm truyền thông, bao gồm phim hoạt hình và phim truyện. Trong phim X2, nhân vật được Steve Bacic thủ vai trong một vai khách mời rất ngắn với diện mạo con người của nhân vật. Trong khi phim X-Men: The Last Stand, nhân vật được Kelsey Grammer thủ vai. Nicholas Hoult thủ vai nhân vật khi còn trẻ trong phim X-Men: First Class. Cả Hoult và Grammer đều đàm nhận vai trò của nhân vật này trong X-Men: Days of Future Past. Hoult còn thủ vai nhân vật trong X-Men: Apocalypse. Nhân vật cũng xuất hiện trong Deadpool 2.